# Bivonia
Bivonia là một chi ốc biển, là động vật thân mềm chân bụng sống ở biển trong họ Vermetidae.

## Các loài
Các loài trong chi Bivonia gồm có:
- Bivonia triquetra Bivona[2]